# Federico Piovaccari
Federico Piovaccari, né le 1er septembre 1984 à Gallarate, est un footballeur italien qui évolue au poste d'attaquant.

## Biographie
Au cours de sa carrière, Federico Piovaccari évolue en Italie, à Saint-Marin, en Roumanie, en Espagne, en Australie, et en Chine.
Il inscrit 23 buts en Serie B lors de la saison 2010-2011, ce qui constitue sa meilleure performance.
Avec le club roumain du Steaua Bucarest, il marque 10 buts dans le championnat de Roumanie lors de la saison 2013-2014. Il participe également avec cette équipe à la Ligue des champions (12 matchs, 4 buts).

## Palmarès
Steaua Bucarest
- Champion de Roumanie en 2014.
- Vainqueur de la Supercoupe de Roumanie en 2013.